# Michael Schüppach
Michael Schüppach, né le 26 juin 1707 à Biglen (Suisse), mort le 2 mars 1781 à Langnau im Emmental (Suisse), appelé aussi Michel Schüppach ou Micheli Schüppach et Schärer-Micheli, est un apothicaire et barbier chirurgien suisse. Il fut connu comme le « médecin des montagnes » au XVIIIe siècle.

## Biographie

### Enfance et formation
Son père est David Schüpbach (1680-1765) et sa mère Barbara Keller. Michael Schüppach reçoit une formation de chirurgien puis passe un examen de maîtrise à Berne en 1746. 

### Vie de famille
1. Il épouse Barbara Neuenschwander, fille d'Ulrich Neuenschwander, juge assesseur à Langnau. Elle décède le 20 août 1756. Ils ont 2 enfants : Michael et Elisabeth[1].
2. En 1758, il épouse Marie Flückiger, née en 1735, qui devient son assistante et son interprète[3].

### Installation

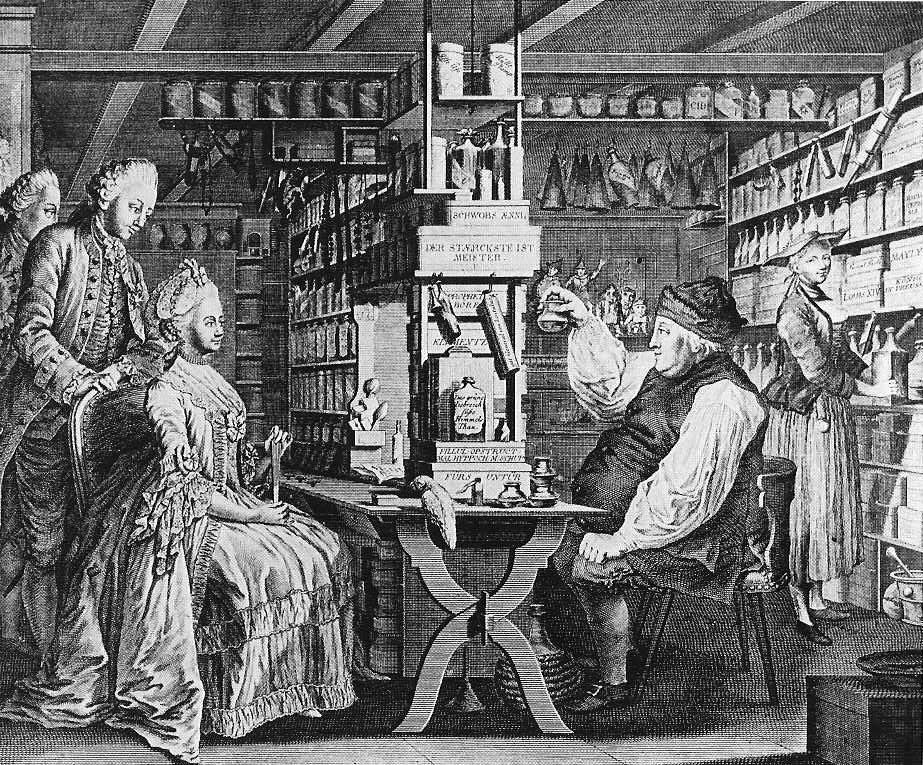
Schüppach accueille des nobles français
dans sa pharmacie
Gravure à l'eau-forte - 1775

En 1727, il reprend un salon de barbier et un cabinet médico-chirurgical à Langnau.
En 1739, il crée une nouvelle "maison de soins" (en allemand : Kurhaus) dans la Bergstraße. En 1758, il s'installe dans le Dorfberg, une montagne aux abords de Langnau. « Sa clientèle, d'abord locale, s'est rapidement étendue et de nombreux patients étrangers sont venus de l'Europe entière pour consulter ce médecin autodidacte. »
Toutes les célébrités du XVIIIe siècle viennent le voir : Lavater le rencontre le 17 avril 1777 et Goethe, qui lui rend visite le 17 octobre 1779 avec Charles-Auguste de Saxe-Weimar-Eisenach, est « enchanté de lui. » L'écrivain et globe-trotter suisse César-François de Saussure (en) le consulte plusieurs fois notamment à la fin de sa vie.
« On vient de loin pour se faire soigner chez lui, de Paris comme de Lausanne, évidemment. On y croise le landgrave de Hesse-Hombourg, la princesse de Hesse-Darmstadt, celle de Baden-Baden ou la comtesse de Champagne. »
De plus, il pratiquait l'uroscopie et « chaque jour, quelques [sic] 80 messagers arrivaient à l'officine avec des flasques d'urine en provenance de toute l'Europe. » Il tenait un livre de consultations (Ordinationsbücher) au jour le jour des traitements qu'il distribuait notamment des plantes qu'il prescrivait (Rezeptbücher).
Il éveilla l'intérêt de médecins comme Johann Georg Zimmermann, mais n'obtint pas la reconnaissance des universitaires bien que sa thérapeutique soit conforme à celle de son temps et que « Schüppach ne soit pas plus charlatan qu'un autre. »

### Décès
Il meurt le 2 mars 1781 probablement des complications de la goutte.